# Sphingomonas koreensis
Sphingomonas koreensis est une bactérie aérobie strict à Gram négatif du sol, membre du genre Sphingomonas.

## En médecine
Elle peut donner des infections de type méningite ou péritonite. Elle peut provoquer des infections nosocomiales.